# Monte Gran Costa
Il monte Gran Costa (2.615 m s.l.m.) è una montagna delle Alpi del Monginevro nelle Alpi Cozie. Si trova in Piemonte, nella Città metropolitana di Torino.

## Caratteristiche

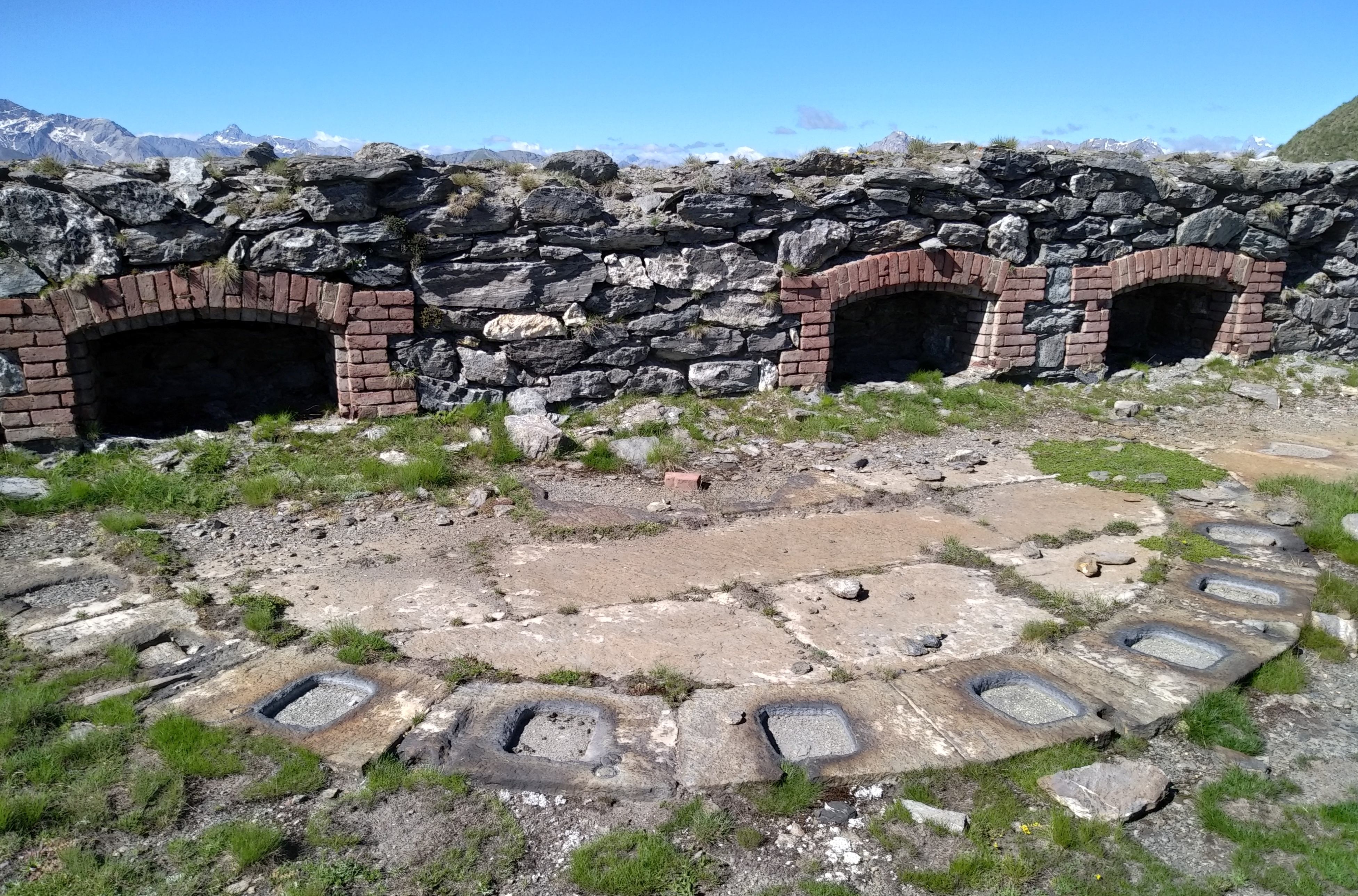
Una delle piazzole destinate alle artiglierie

La montagna è collocata lungo la linea di cresta che separa la val Chisone dalla Val di Susa. Verso sud-ovest il Colle di Lauson (2.497 m)  la divide dal Monte Blegier, mentre nella direzione opposta il crinale prosegue verso la Cima Ciantiplagna. Si tratta di un rilievo principalmente erboso e detritico la cui prominenza è di 143 m. Sulla cima della montagna era presente una importante batteria di artiglieria con baraccamenti per le truppe e magazzini, connessa con il Forte di Exilles e altre fortificazioni della zona per garantire la difesa del confine occidentale italiano da eventuali attacchi dell’esercito francese. I resti di queste installazioni militari, realizzate alla fine del Ottocento nel luogo dove sorgeva una precedente fortificazione settecentesca, sono tuttora ben evidenti e visitabili con le dovute precauzioni. 
Attorno alla vetta del Monte Gran Costa, sul lato Val di Susa, corre una vecchia strada militare che unisce le postazioni militari alla strada dell'Assietta, un lungo percorso sterrato (aperto al transito dei mezzi motorizzati nei periodi sgombri di neve) che collega il Pian dell'Alpe di Usseaux a Sestriere.

## Accesso alla vetta

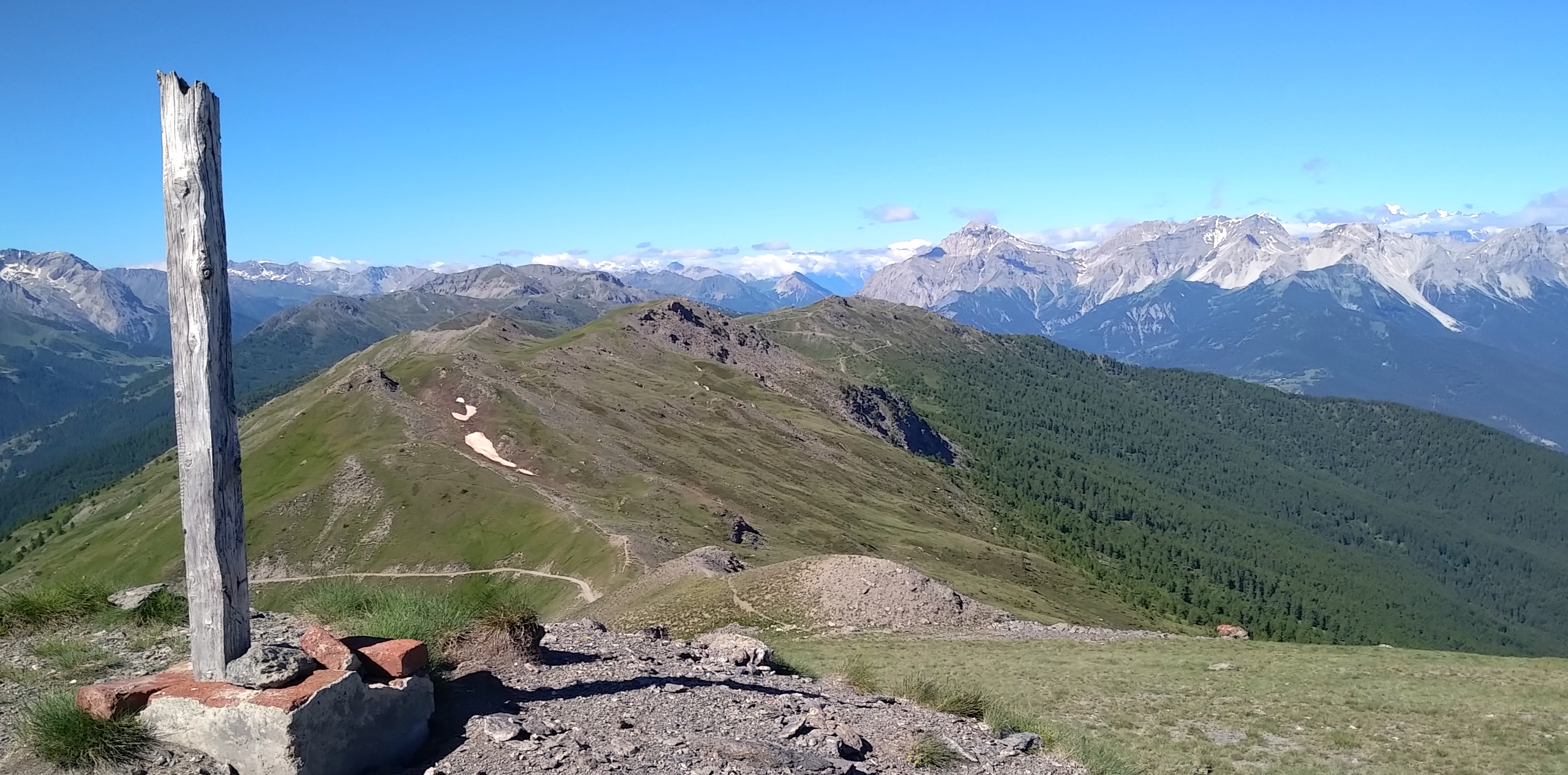
Vista dalla vetta con il Monte Blegier e in secondo piano i monti Genevris e Fraiteve

È possibile salire sulla cima del monte percorrendo la facile cresta spartiacque, che a sua volta può essere raggiunta o dalla Valle di Susa o dalla Val Chisone, ad esempio da Gran Puy (Pragelato) . Si tratta di un percorso escursionistico facile, classificato come E.

## Protezione della natura
Il Monte Gran Costa ricade nel Parco naturale del Gran Bosco di Salbertrand.